# У те далеке літо
«У те далеке літо...» (рос. «В то далёкое лето...») — радянський художній фільм 1974 року, за мотивами повісті Надії Надєждіної «Партизанка Лара», що розповідає про подвиг під час Німецько-радянської війни 13-річної ленінградської партизанки Лариси Михеєнко.

## Сюжет
Піонерка Лариса Михеєнко влітку 1941 року приїхала на канікули до бабусі та дядька. З початком війни її дядько вступив в поліцаї, вигнавши Ларису з бабусею з дому. Лариса пішла до партизанів, ставши їх розвідницею, допомагала пораненим. А також доповідала обстановку в селах, де лютували німці. У загоні Лариса знайомиться з ад'ютантом командира загону Мішею вони стають друзями. Під час бою Міша отримує поранення, і його відправляють на операцію, а Лариса залишається, але потім повертається додому. Розшукуючи Ларису, фашисти забрали в комендатуру її бабусю. Безстрашна піонерка, взявши з собою гранату, прийшла до німців сама. Під час допиту вона кидає гранату і підриває себе разом з фашистами. У фінальній сцені фільму піонери клянуться вірно служити батьківщині.

## У ролях
- Лариса Баранова — Лариса Михеєнко, партизанка
- Антоніна Павличева — бабуся Лариси
- Лілія Гурова — Авдотья
- Ігор Єфімов — Трохим
- Микола Годовиков — начальник розвідки
- Микола Крюков — Рудольф
- Федір Нікітін — Микола Михайлович, учитель
- Марина Юрасова — Тетяна, мати Лариси
- Павло Первушин — дід Єгор
- Володя Магденков — Міша
- Юрій Гончаров — Юрій Михайлович, командир загону
- Оля Бондарєва — Люба, подруга Лариси
- Олена Орлова — Клава, сільська дівчинка

## Знімальна група
- Режисер — Микола Лебедєв
- Сценаристи — Фелікс Миронер, Євген Мішин
- Оператор — Семен Іванов
- Композитор — Володимир Маклаков
- Художник — Олексій Федотов